# Diaphorus cinctellus
Diaphorus cinctellus är en tvåvingeart som beskrevs av Meijere 1910. Diaphorus cinctellus ingår i släktet Diaphorus och familjen styltflugor. Inga underarter finns listade i Catalogue of Life.